# Kobe Rapid Transit Railway
La Kobe Rapid Transit Railway (神戸高速鉄道株式会社, Kōbe Kōsoku Tetsudō) est une compagnie ferroviaire privée qui possède des lignes de chemin de fer à Kobe au Japon.
La Kobe Rapid Transit Railway fait partie du groupe Hankyu Hanshin Holdings, qui gère entre-autres les compagnies Hankyū et Hanshin.

## Réseau
La Kobe Rapid Transit Railway possède deux lignes, mais n'exploite aucun train.

### Ligne Tōzai
La ligne Tōzai (東西線) possède 3 branches et permet de connecter la ligne Hankyu Kobe (à Kobe-Sannomiya), la ligne principale Sanyo Electric Railway (à Nishidai) et la ligne principale Hanshin (à Motomachi).
La ligne Hanshin Kobe Kosoku est le surnom donné à la section de la ligne entre la gare de Motomachi et la gare de Nishidai qui permet des services commun entre la ligne principale Hanshin et la ligne principale Sanyo. La ligne Hankyu Kobe Kosoku est le surnom donné à la section de la ligne entre la gare de Kobe-Sannomiya et la gare de Shinkaichi.

### Ligne Namboku
La ligne Namboku (東西線) est une courte ligne de 0,4 km, exploitée par la Shintetsu qui l'appelle ligne Shintetsu Kobe Kosoku.

## Ancienne ligne

### Ligne Hokushin
La ligne Hokushin a une longueur de 7,5 km et comporte deux gares, Tanigami et Shin-Kobe. Elle appartenait à la compagnie Hokushin Kyuko Electric Railway jusqu'en 2002, date à laquelle la ligne fut rachetée par la Kobe Rapid Transit Railway. La Hokushin Kyuko Electric Railway continue d'y exploiter des trains. La ligne est interconnectée avec la ligne Seishin-Yamate du métro municipal de Kobe. La ligne est transférée au Bureau des transports municipaux de Kobe le 1er juin 2020.